# Осіння пісня
«Осіння пісня» (фр. Chanson d'automne) — один з найвідоміших віршів Поля Верлена.
«Осіння пісня» увійшла до першої збірки Верлена — «Сатурнічні поезії», опублікованої в 1866 році. Вірш належить до циклу «Сумні пейзажі» (фр. «Paysages tristes»).

## Текст
| Мовою оригіналу Les sanglots longs Des violons De l’automne Blessent mon cœur D’une langueur Monotone. Tout suffocant Et blême, quand Sonne l’heure, Je me souviens Des jours anciens Et je pleure; Et je m’en vais Au vent mauvais Qui m’emporte Deçà, delà, Pareil à la Feuille morte. | Переклад Григорія Кочура Неголосні Млосні пісні Струн осінніх Серце тобі Топлять в журбі, В голосіннях. Блідну, коли Чую з імли — Б'є годинник: Линуть думки В давні роки Мрій дитинних. Вийду я в двір — Вихровий вир В полі млистім Крутить, жене, Носить мене З жовклим листям. |

## Характеристика
Вірш складається з трьох строф, по шість чотиристопних рядків у кожній. Це один з наймузичніших творів поета. Особливої мелодики Верлен досягає за допомогою алітерацій та асонансів. Наприклад, у першій строфі присутня алітерація «l», «n» та асонанс «on», у другій строфі використано асонанс «iens» і алітерацію «j», «v».

## Українські переклади
Українською мовою «Осінню пісню» першим переклав Павло Грабовський у 1897 році. Також вірш переклали: Григорій Кочур, Микола Лукаш, Михайло Рудницький, Петро Стебницький, Святослав Гординський, Борис Тен, Микола Терещенко, Ігор Качуровський, Іван Світличний, Михайло Москаленко, Всеволод Ткаченко. Загалом, існує більше десяти перекладів «Осінньої пісні» українською.